# 커뮤니티 버스

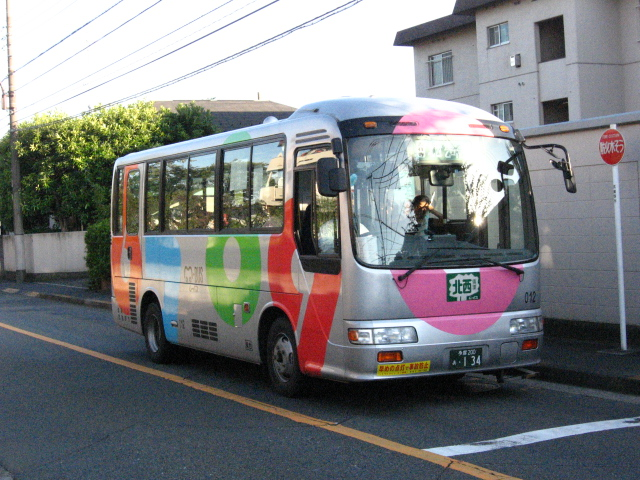
무사시노시에서 운영하는 커뮤니티 버스인 무버스

커뮤니티 버스(일본어: コミュニティバス)는 일본에서 지역 주민의 이동 수단을 확보하기 위해 지방자치단체 등이 운행하는 버스다. 교통 공백 지대를 해소하거나 교통 회사가 적자노선에서 폐지한 후, 고령자, 장애인, 학생, 아동 등 교통약자의 교통수단이 없어지지 않도록 시정촌 등이 비용을 부담하여 버스를 위탁 운행하는 경우가 많다. 약칭은 '코미버스'다.